# Lans (Tyrolsko)
Lans je obec v Rakousku. Leží ve spolkové zemi Tyrolsko v okrese Innsbruck-venkov asi 8 kilometrů jižně od Innsbrucku. V obci žije přibližně 1 100 obyvatel.
Lans se nachází na staré solné stezce a je poprvé zmiňován v roce 1180 jako Lannes. Hlavními atrakcemi jsou jezero Lansersee a golfové hřiště.

## Poloha
Obec se nachází osm kilometrů jižně od Innsbrucku, na jihovýchodním úpatí nízkého pohoří Patscherkofel (2246 m). Jezero Lans vzniklo během doby ledové a je napájeno podzemními prameny. Jedná se o místní rekreační oblast pro obyvatele Innsbrucku. V obci se nachází golfové hřiště Sperberegg a zdravotní středisko Lanserhof. Okraj obce protíná úzkorozchodná železnice, která spojuje Lans se sousedním Iglsem a s Innsbruckem. 

## Historie
Podle jazykovědců pochází název místa pravděpodobně z ilyrštiny. První zmínka o Lans pochází z roku 1177 z papežské listiny potvrzující držbu kláštera Biburg jako predium Lannes (panství Lans). Název místa může vycházet ze starověkého slova landiia (patřící ke svobodné zemi). Obec ležela na dopravní cestě z Hall in Tirol do Matrei am Brenner, která byla založena již Římany a v pozdním středověku měla velký hospodářský význam jako solná cesta. Od roku 1379 se významným zdrojem příjmů obce stalo clo.
V obci měli zřejmě majetek markrabata z Istrie, protože v roce 1288 darovali klášteru Benediktbeuern statek v Lans. V roce 1313 se Lans poprvé uvádí jako obec v daňovém rejstříku a v roce 1406 je poprvé zmíněn rychtář. V roce 1328 daroval král Jindřich Korutanský jezero Lans opatství Wilten jako kompenzaci za náklady spojené s oslavou jeho svatby s Beatricí Savojskou.
V 17. a 18. století byl Lans proslulý svým selským divadlem, i když v roce 1678 došlo k nehodě. Během představení, kterému byl přítomen i Karel Lotrinský s manželkou, se zřítil strop a zranil generála a jeho ženu.
V roce 1845 začala v do té doby venkovské obci výstavba venkovských domů a vil. V roce 1900 byl cestovní ruch podpořen výstavbou železnice Mittelgebirgsbahn. V roce 1902 postihl obec požár, který zničil velkou část obce.
Po druhé světové válce došlo k vlně emigrace zemědělců, která šla ruku v ruce s rostoucí mechanizací zemědělské práce. Od poloviny šedesátých let 20. století se do Lans stěhuje stále více obyvatel měst, což výrazně mění vzhled a charakter obce. 

## Osobnosti
- Hellmut Lantschner (1909–1993), alpský lyžař, mistr světa ve sjezdu v roce 1939 (zde zemřel)
- Erik von Kuehnelt-Leddihn (1909–1999), politik a novinář (zde žil a zemřel)
- Christian Berger (*1945), režisér, scenárista a kameraman (zde vyrůstal)

## Partnerská města
- Boutigny-sur-Essonne